# Basiliek van San Marco (Rome)
De Basiliek van San Marco (Italiaans: Basilica di San Marco Evangelista al Campidoglio) is een basiliek in Rome. Ze is gewijd aan de evangelist Marcus en ligt aan de kleine Piazza San Marco. Aan drie zijden wordt ze omsloten door het Palazzo Venezia.

## Geschiedenis

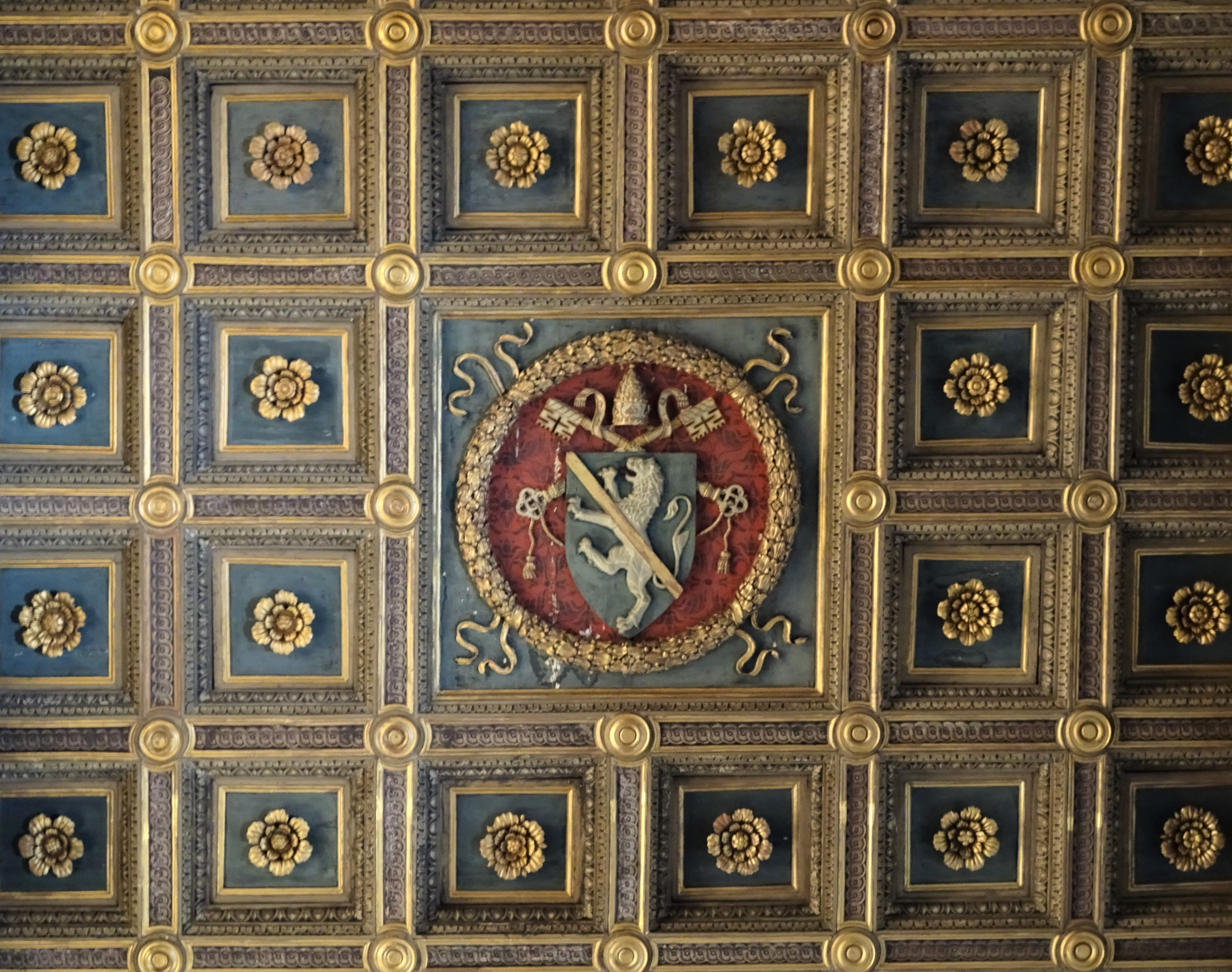
houten zoldering met het wapenschild van Paulus II

De San Marco is in 336 na Chr. als een van de oudste kerken in Rome gesticht door de heilig verklaarde Paus Marcus, die enkel in dat jaar regeerde. Dit eerste kerkgebouw werd echter in de 5de eeuw door brand vernield, en zwaar geplunderd in de 6de en 7de eeuw. Resten van dit oude gebouw bevinden zich onder de huidige basiliek, en kunnen op verzoek worden bezocht.
In de negende eeuw werd de kerk herbouwd door paus Gregorius IV (827-844). Uit die tijd dateert ook het mozaïek in de apsis. 
Paus Paulus II liet in 1465-1470 zowel het interieur als het exterieur van de kerk grondig wijzigen in de stijl van de renaissance. Uit deze periode dateren de gevel, de portiek en de loggia, en de houten zoldering van het kerkschip. Tevens maakte hij de San Marco tot nationale kerk van de Venetianen. Hun nauwe band met deze basiliek is te verklaren doordat San Marco de patroonheilige van de lagunestad is, waar zijn stoffelijk overschot wordt bewaard in de Basiliek van San Marco. 
Tussen 1650 en 1750 zijn in het interieur rijkelijke barokdecoraties aangebracht die de vroegere renaissancestijl overheersen. Vooral kardinaal Angelo Maria Querini heeft hiertoe bijgedragen in 1735-1750.

## Beschrijving

### Exterieur

#### Gevel en voorportaal

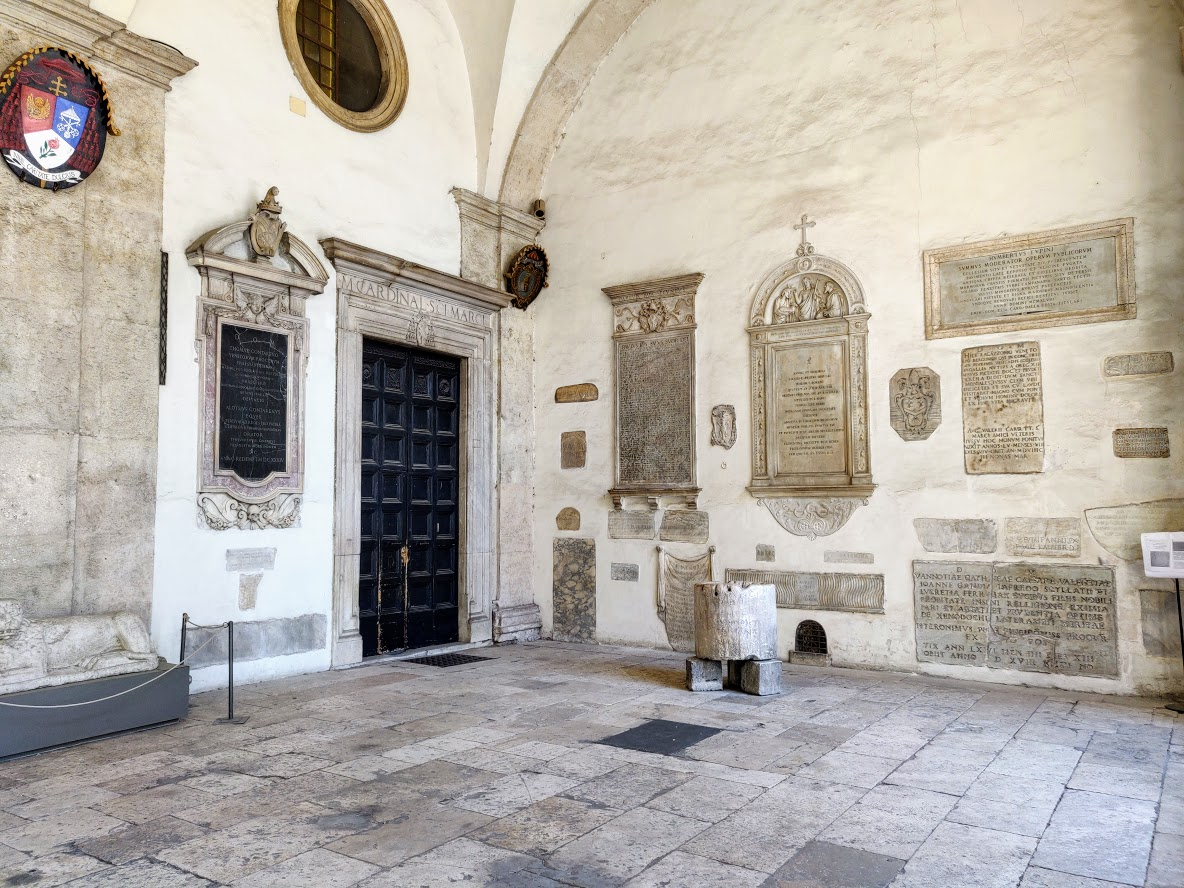
rechterzijde van de portiek

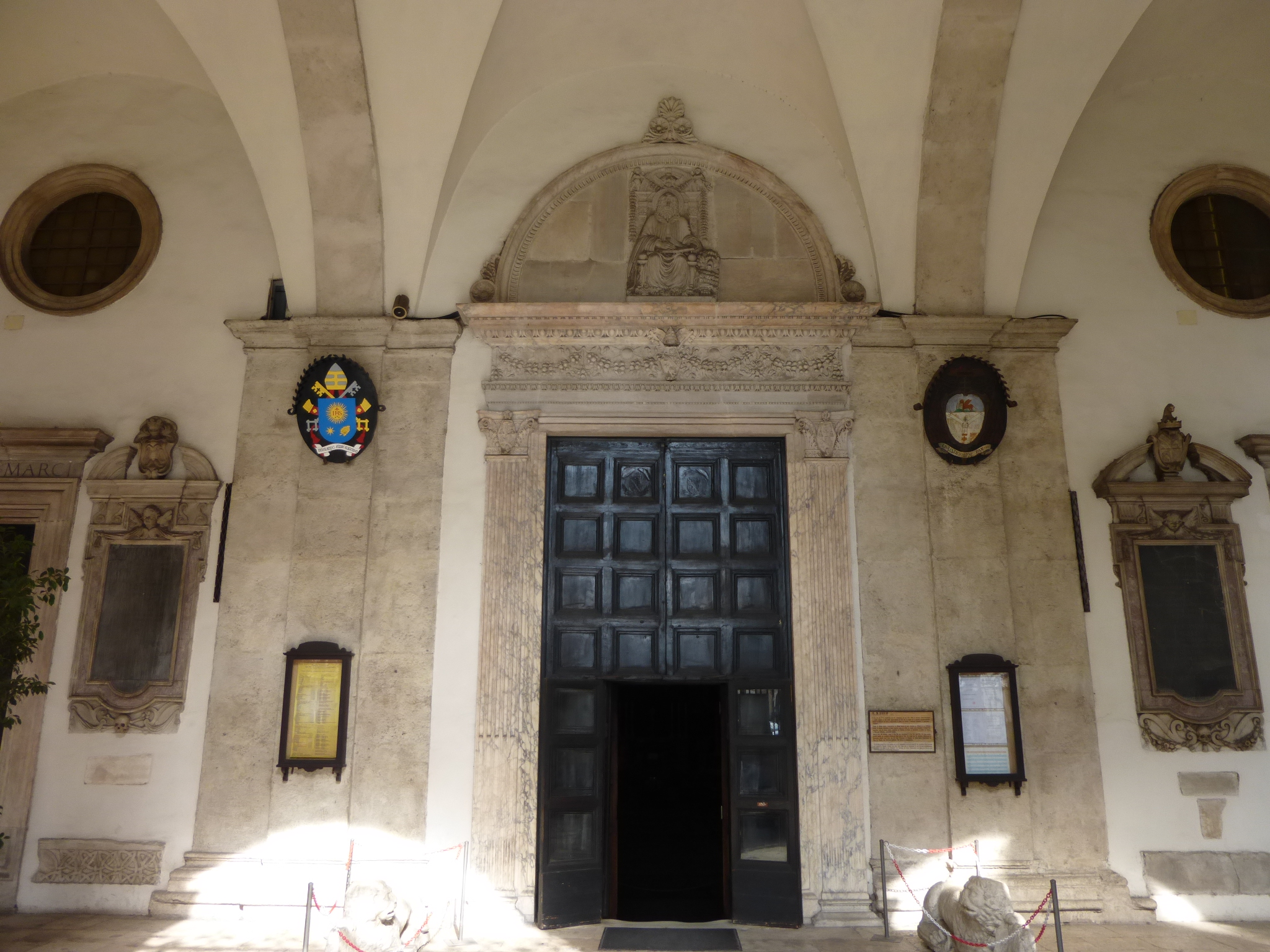
toegangsportaal, met erboven het reliëf dat Marcus voorstelt

De gevel wordt voorafgegaan door een portiek en een loggia die zijn ontworpen in de stijl van de klassieke Oudheid, zoals typisch is voor de renaissance. Gevel, portiek en loggia zijn in 1466-1470 opgetrokken uit travertijn dat afkomstig is van het Theater van Marcellus en het Colosseum. De identiteit van de architect is niet met zekerheid te achterhalen; hiervoor worden de namen genoemd van Bernardo Rosellino, Giuliano da Maiano en Leon Battista Alberti.
De loggia wordt loggia delle benedizioni genoemd omdat ze werd gebruikt voor de pauselijke zegening van het volk dat zich voor die gelegenheden verzamelde op de voorliggende Piazza San Marco. De loggia is bereikbaar vanuit het ernaast gelegen palazzo dat nu gekend is als Palazzo Venezia, maar oorspronkelijk Palazzo di San Marco genoemd werd naar de basiliek waar het tegenaan leunt. Dit palazzo is gebouwd door Pietro Barbo die vanaf 1451 kardinaal-titularis was van de basiliek en in 1466 werd verkozen tot paus Paulus II.
In de portiek is een klein lapidarium ingericht met inscripties en grafstenen. Tegen de linker zijmuur zijn de resten van het vroegere ciborium uit 1154 te zien. Tegen de rechter zijmuur bevindt zich onder andere de grafsteen van Vannozza Cattanei, een maîtresse van Rodrigo Borgia, de latere paus Alexander VI. Deze grafsteen is afkomstig van haar tombe in de Santa Maria del Popolo en vermeldt de namen van de vier kinderen (Giovanni, Cesare, Lucrezia en Gioffre Borgia) die ze de paus schonk. Eveneens aan de rechterzijde staat de marmeren rand van een waterput; de inscriptie daarop nodigt uit tot drinken, maar vermaant streng om geen profijt te halen uit de verkoop van het water.
Het portaal dat toegang geeft tot de kerk wordt bewaakt door twee liggende marmeren leeuwen uit de 12de eeuw. Deze zijn overgenomen uit de middeleeuwse gevel die werd vervangen door Paulus II. Boven het portaal  is een 15de-eeuws reliëf (werk van Isaia da Pisa) dat de evangelist Marcus voorstelt, zittend met een boek in de handen en met de kenmerkende leeuw naast zijn zetel.

#### Klokkentoren
Naast de apsis staat de romaanse klokkentoren uit 1154. Vanaf de Piazza San Marco is hij slechts gedeeltelijk zichtbaar; een beter zicht heeft men vanuit de binnentuin van Palazzo Venezia. 

### Interieur

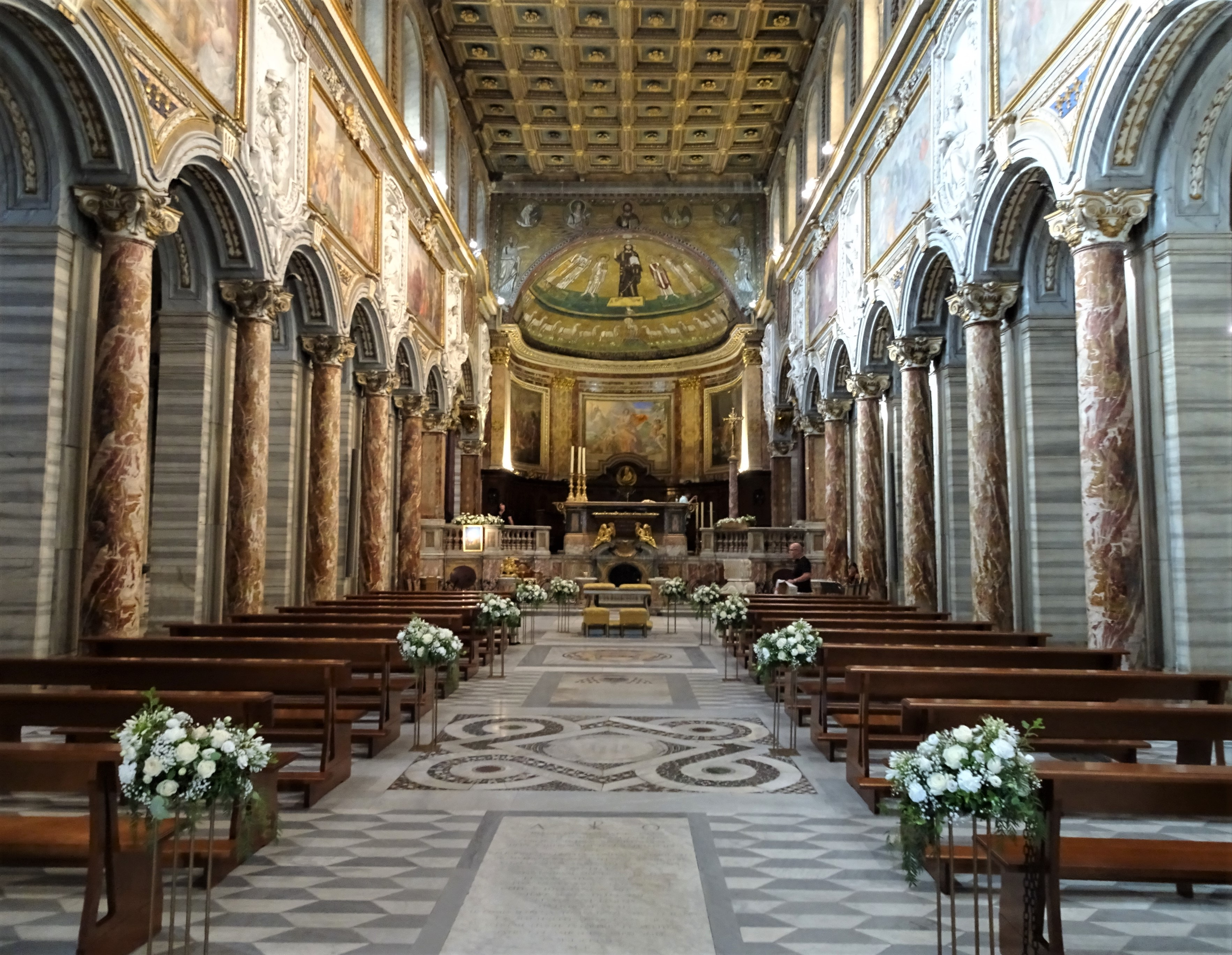
interieur van de basiliek

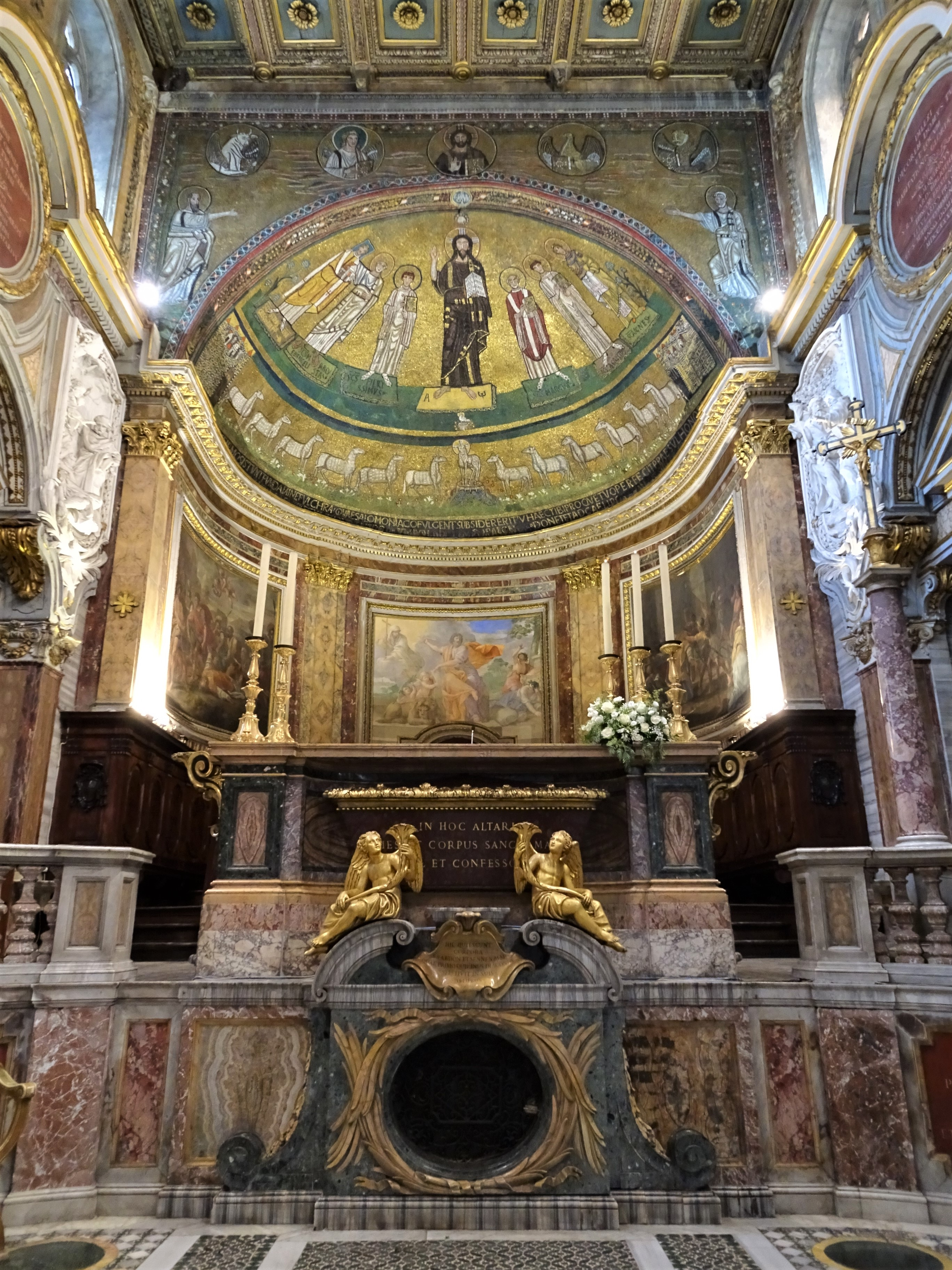
apsis, triomfboog en hoogaltaar

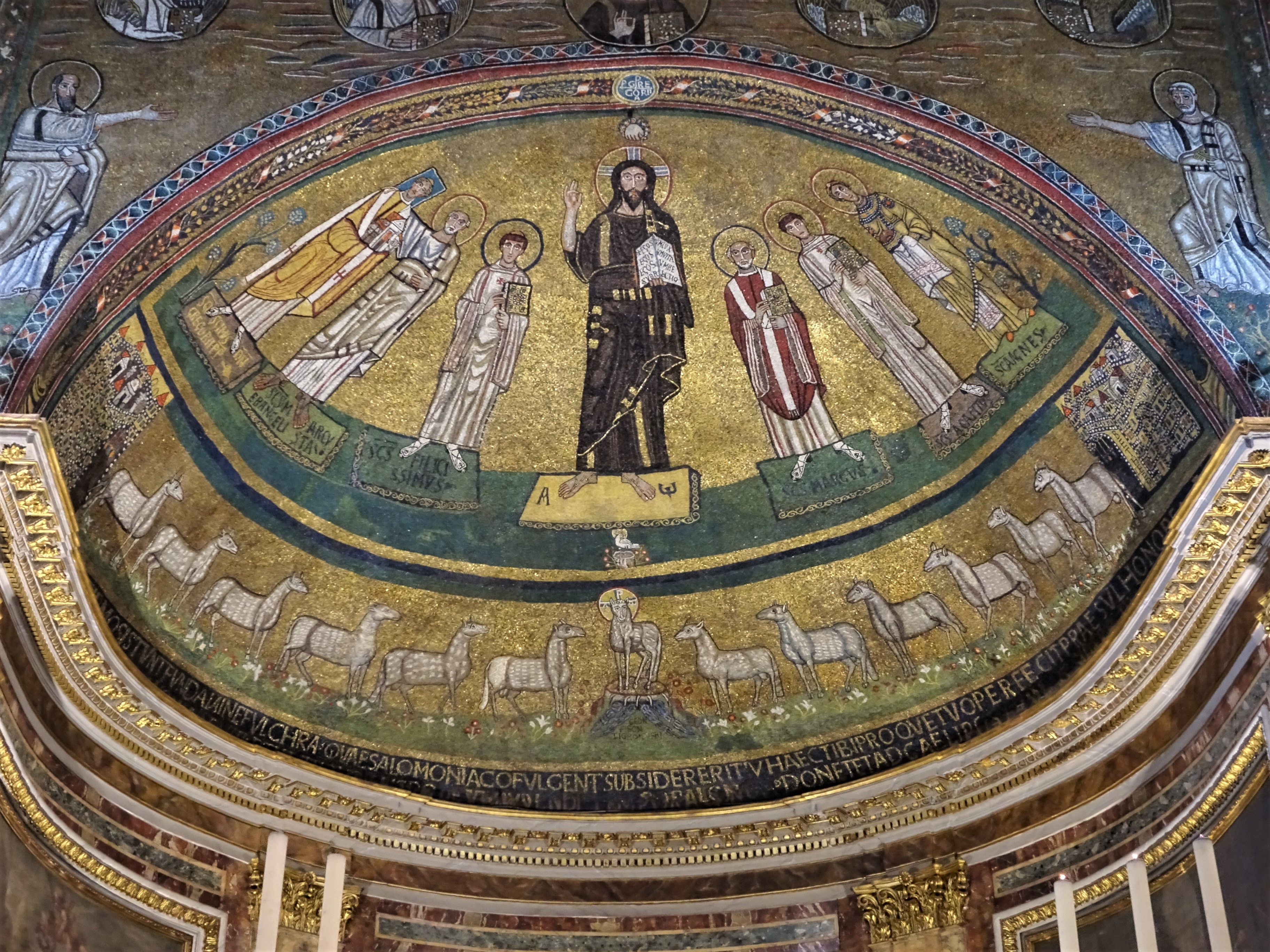
apsismozaïek

Het interieur van de kerk ligt lager dan het huidige straatniveau: vanuit de portiek daalt men een vijftal treden af.

#### Schip van de kerk
Het middenschip wordt van de twee zijschepen gescheiden door tweemaal 12 zuilen die zijn bekleed met jaspis uit Sicilië. Deze zuilen zijn verbonden door bogen en leunen aan tegen zware pilasters. De architraaf boven de bogen is versierd met reliëfs in stucwerk die de apostelen voorstellen. Afwisselend met de reliëfs loopt over de architraaf een reeks fresco's: die aan de linkerzijde beelden episodes af uit het leven van paus Marcus, die aan de rechterzijde de heiligen Abdon en Sennen. Deze zuilen, reliëfs en fresco's dateren uit 1650-1750 en drukken een sterke barokstempel aan het interieur.
Het middenschip is overdekt met een 15de-eeuws houten cassettenplafond, versierd met vergulde rozetten tegen een blauwe achtergrond. Daarop is tweemaal het wapenschild van paus Paulus II te zien. 
De marmeren vloer van het schip bevat een aantal panelen uitgewerkt in het in Rome veel voorkomende cosmatenwerk (stukjes ingelegd marmer in verschillende kleuren). 
Op de beide zijschepen sluiten talrijke nissen en zijkapellen aan, waarin rijk gedecoreerde grafmonumenten zijn opgesteld, vaak van Venetiaanse kardinalen. Deze monumenten wisselen af met altaren waarboven schilderijen hangen van onder andere (in het rechter zijschip) Palma de Jongere, Louis Cousin, Carlo Maratta en Melozzo da Forlì; (in het linker zijschip) van Pier Francesco Mola en Ciro Ferri. 

#### Presbyterium en crypte
De vloer van het priestergedeelte is bekleed in cosmatenstijl. Hoewel deze stijl vooral werd toegepast in de 12de en 13de eeuw, dateert deze vloer pas uit 1478.
Onder het hoofdaltaar bevindt zich de crypte met de tombe van paus Marcus en van de heiligen Abdon en Sennen.

#### Mozaïeken
De triomfboog en de apsis zijn versierd met mozaïeken, aangebracht door paus Gregorius IV.
Centraal in de kalot van de apsis staat de zegenende Christus. Boven Hem reikt de hand van God de Vader de zegekrans toe. Daarboven lezen we de naam van paus Gregorius IV die dit mozaïek heeft laten aanbrengen. Naast Christus staan: uiterst links paus Gregorius IV die Hem het model van de kerk aanbiedt. De blauwe aureool om het hoofd van de paus duidt aan dat hij nog in leven was toen het mozaïek werd aangebracht. Naast hem de heiligen Marcus de Evangelist en Felicissimus. Rechts van Christus staan de heilig verklaarde paus Marcus en de heiligen Agapitus en Agnes. Dit mozaïek verraadt duidelijk de invloed van de byzantijnse stijl: de figuren staan strak frontaal opgesteld tegen een bovenaardse gouden achtergrond.
Onder de kalot loopt een horizontale strook met in het midden het Paaslam dat opnieuw Christus voorstelt. Links en rechts daarvan treden telkens zes schapen op Hem toe vanuit de heilige steden: links Jeruzalem en rechts Betlehem. De schapen stellen de 12 apostelen voor.
Op de triomfboog staat centraal nogmaals Christus, nu in een medaillon. Naast hem de symbolen van de vier evangelisten: de os (Lucas), de mens (Matteüs); de arend (Johannes) en de leeuw (Marcus). Daaronder staan de patroonheiligen van de stad Rome: links Sint Paulus (met boekrol) en rechts Sint Pieter (met de twee sleutels).

#### Sacristie
In de sacristie staat het altaarstuk met tabernakel dat in 1474 in opdracht van kardinaal Marco Barbo werd vervaardigd  door Mino da Fiesole en Giovanni Dalmata. Het werd in de 18de eeuw overgebracht van het hoogaltaar naar de sacristie waar het nog steeds te bewonderen is.

## Titelkerk
De basiliek van San Marco Evangelista al Campidoglio is een van de oudste en meest prestigieuze basilieken die een kardinaal kan toegewezen krijgen als titelkerk. Nadat paus Paulus II (1464- 1471) deze kerk tot nationale kerk van de Venetianen had verklaard, waren vanaf dan tot in 1802 alle kardinalen-titularissen van deze basiliek op één na afkomstig van Venetië.
Albino Luciani, de latere paus Johannes Paulus I, was al patriarch van Venetië toe hij in 1973 de San Marco Evangelista al Campidoglio als titelkerk toegewezen kreeg. 
Sinds 28 juni 2018 is kardinaal Angelo De Donatis titularis.

## Beeldengalerij

### Portiek en klokkentoren

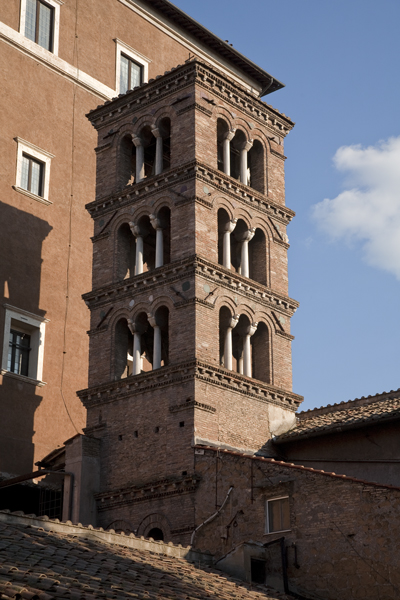
de klokkentoren gezien vanuit de binnentuin van Palazzo Venezia
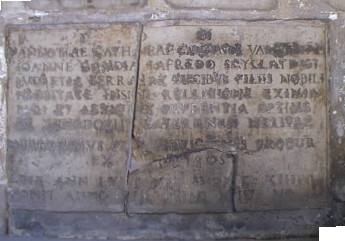
de grafsteen van Vannozza Cattanei
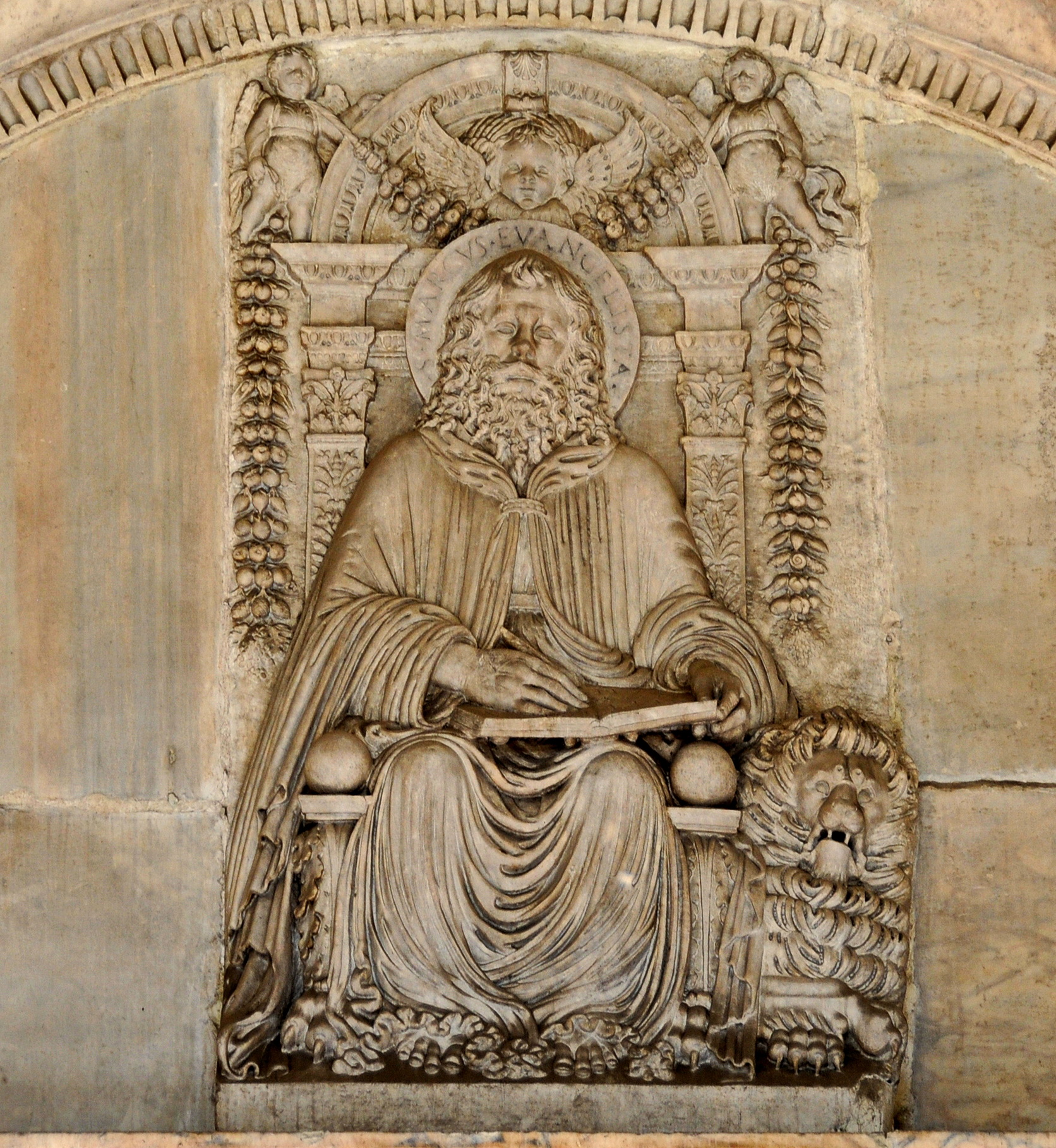
de evangelist Marcus door Isaia da Pisa
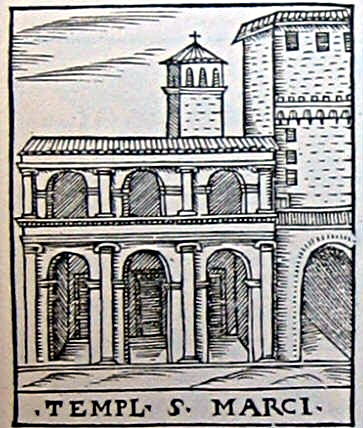
het exterieur in een houtsnede van Girolamo Francino (1588)

### Interieur

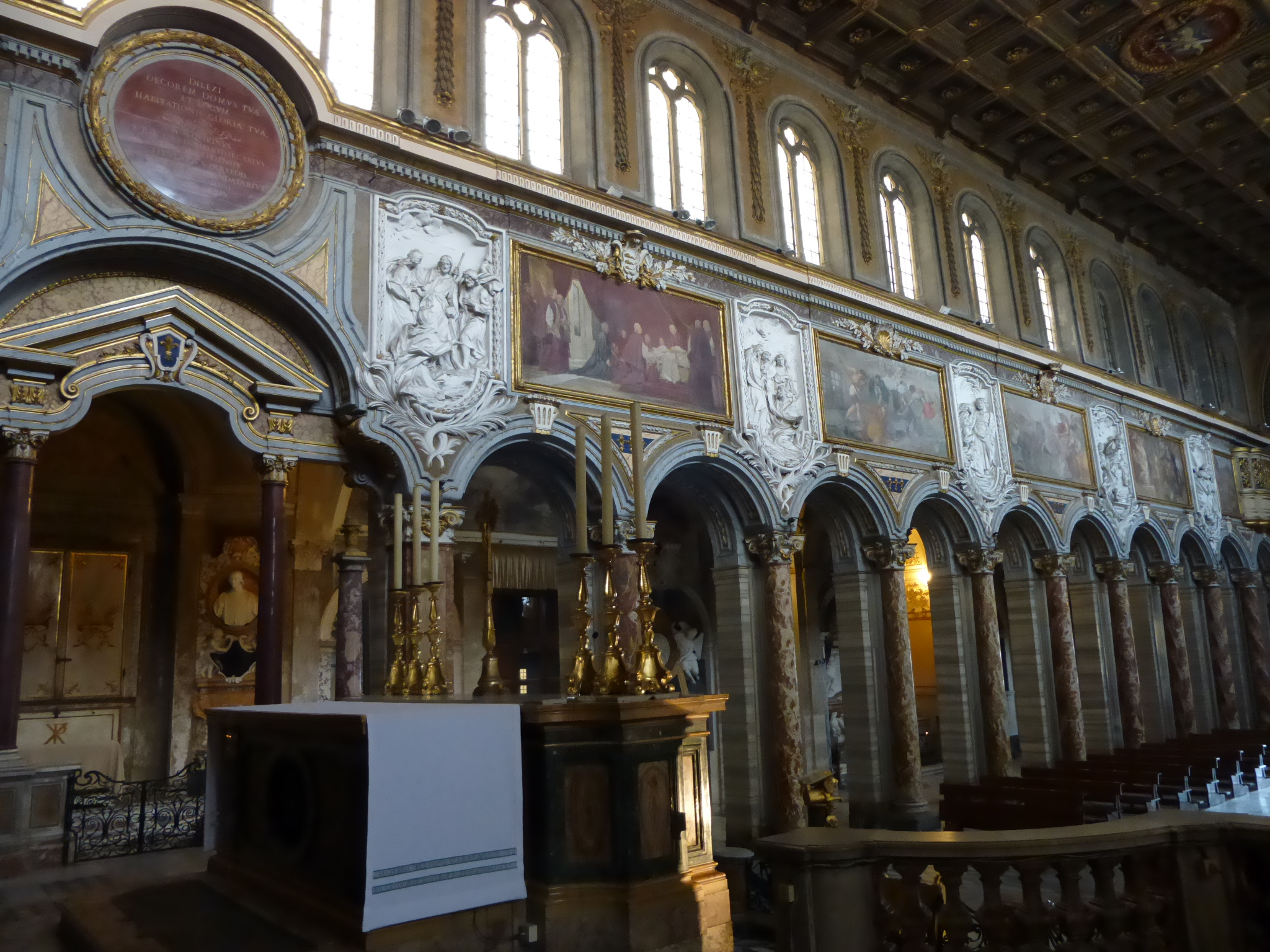
het rechter zijschip gezien vanuit de apsis
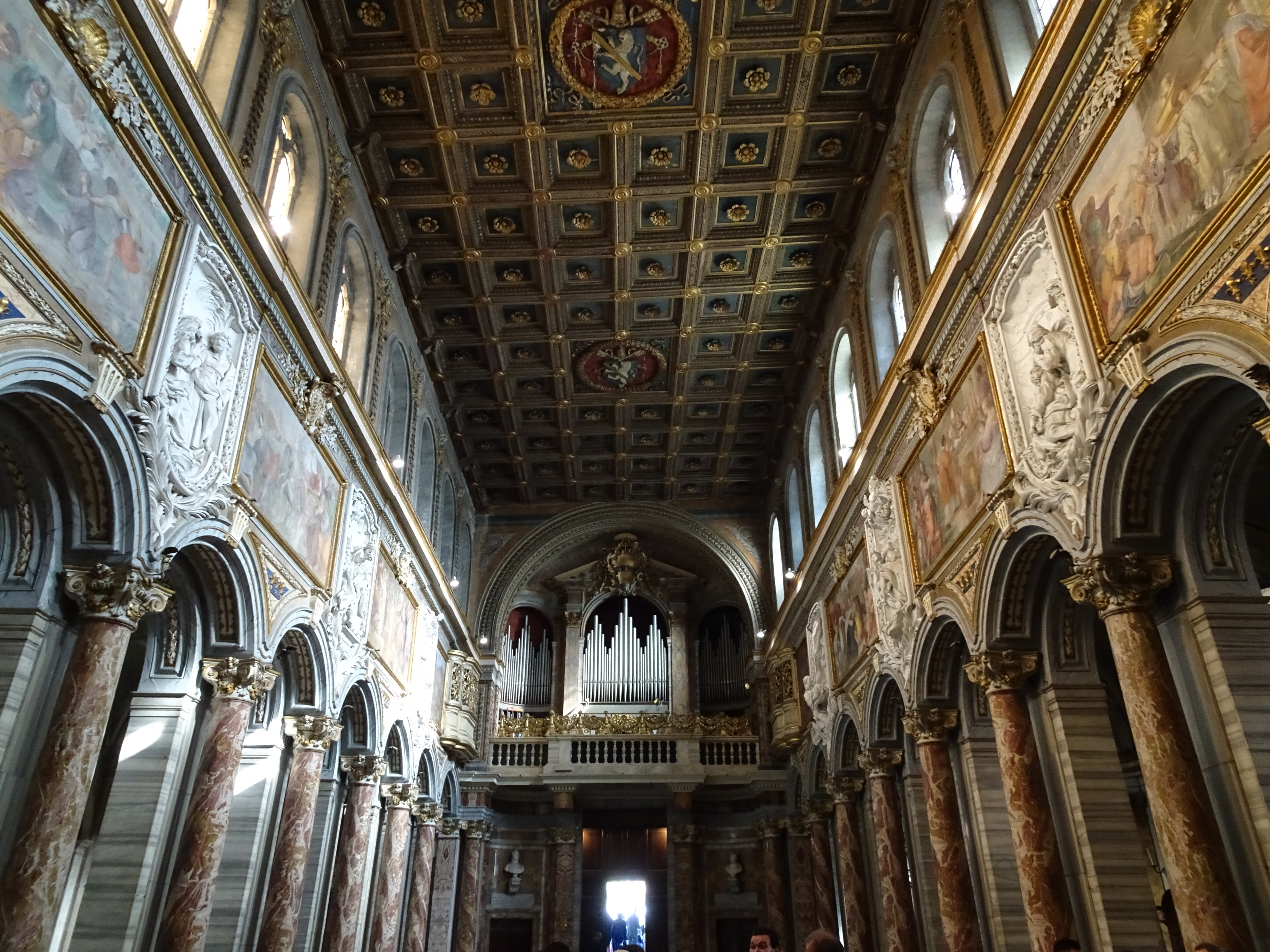
middenschip naar ingang toe
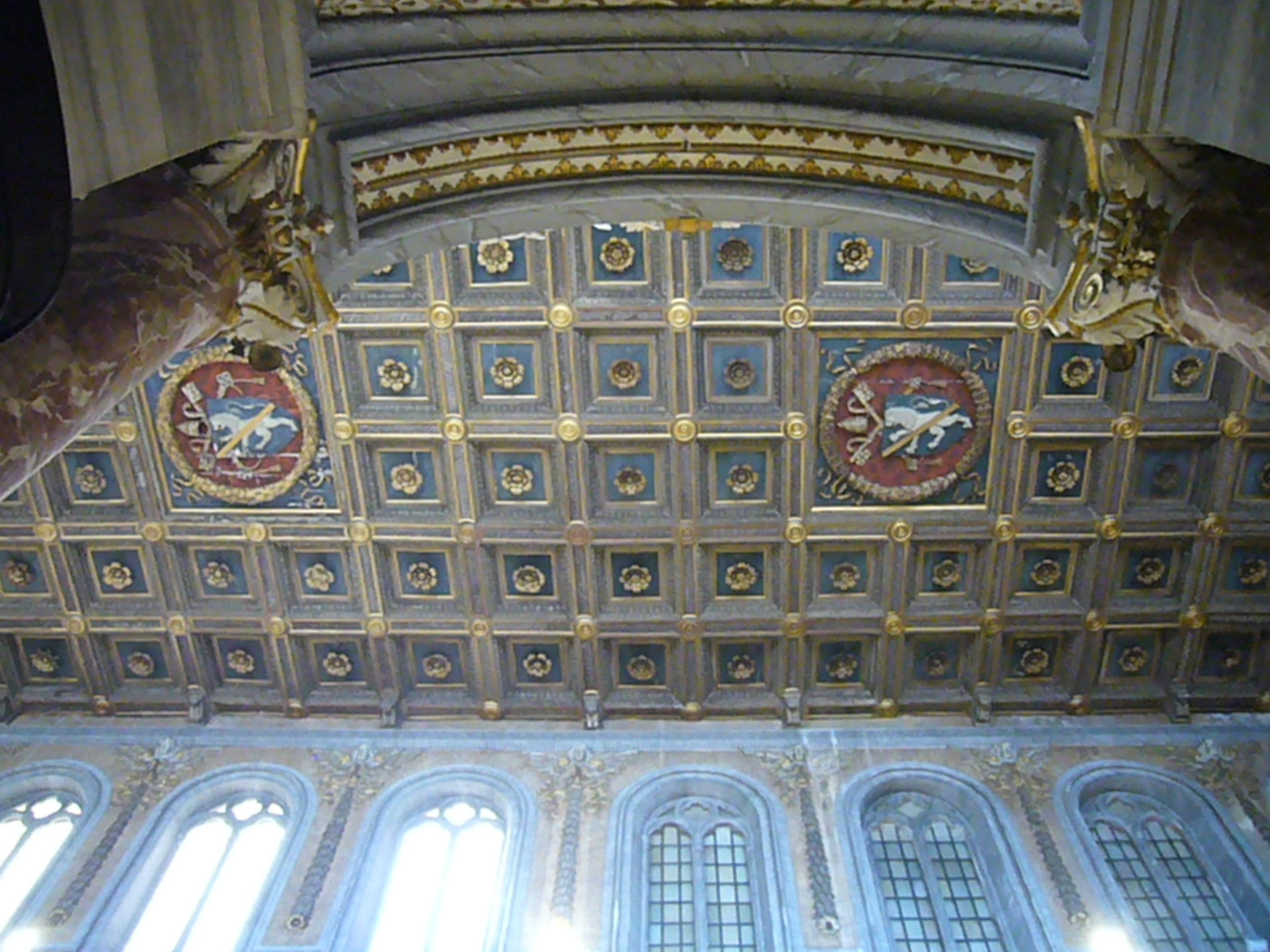
de houten zoldering met tweemaal het wapenschild van Paulus II
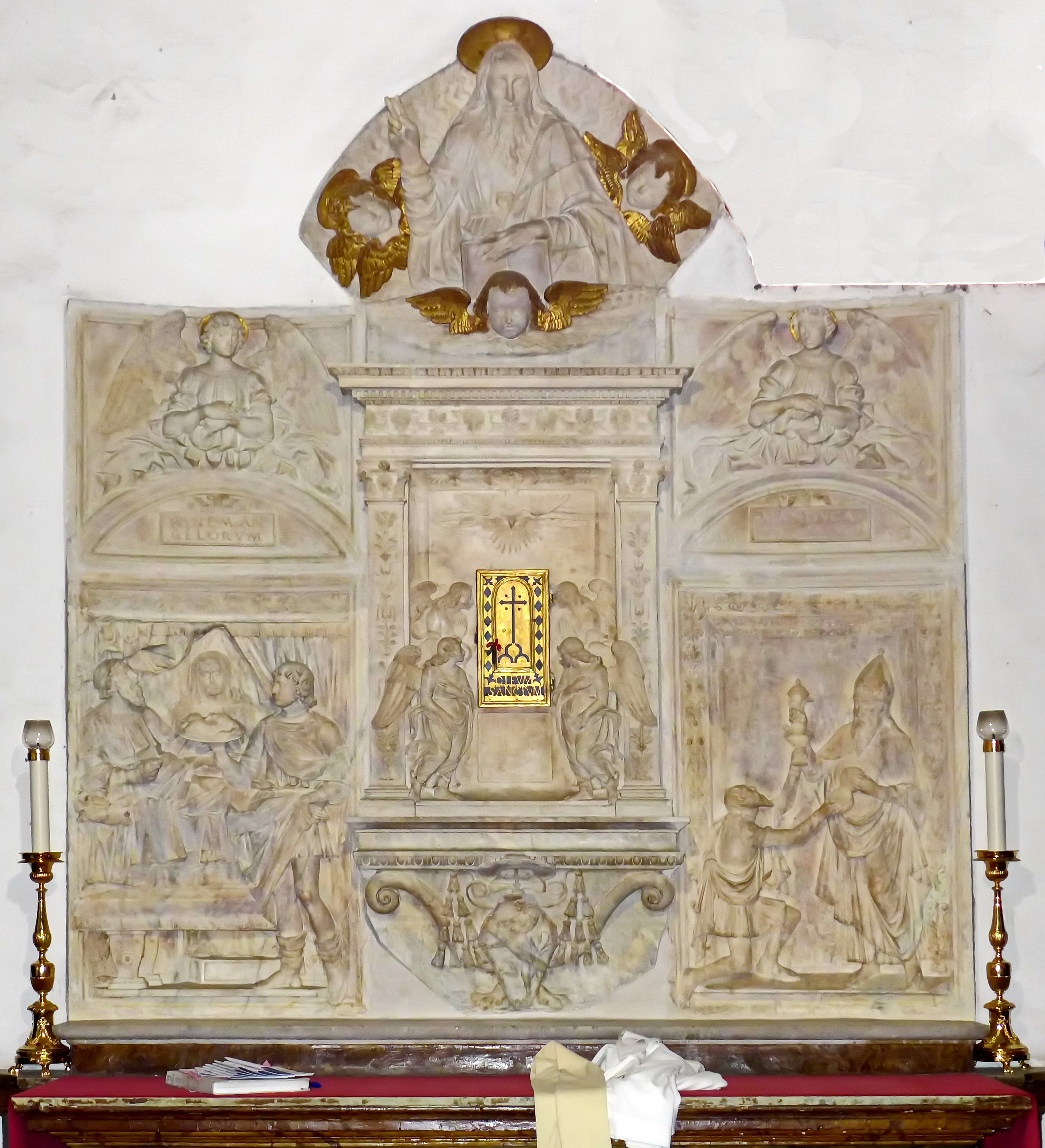
altaarstuk met tabernakel uit 1464, thans in de sacristie

### Grafmonumenten

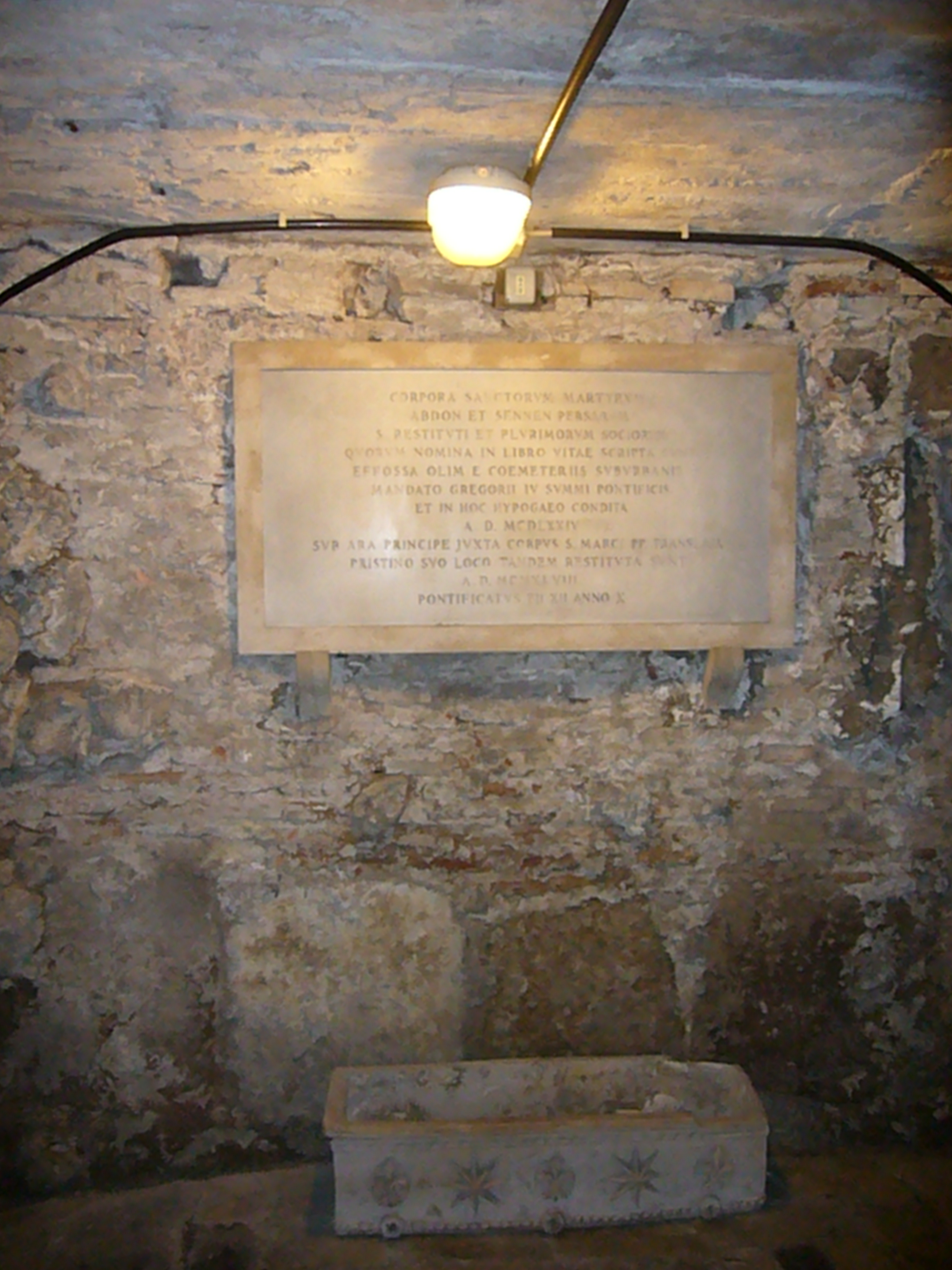
De inscriptie in de crypte vermeldt dat de heiligen Abdon en Sennen daar begraven liggen.
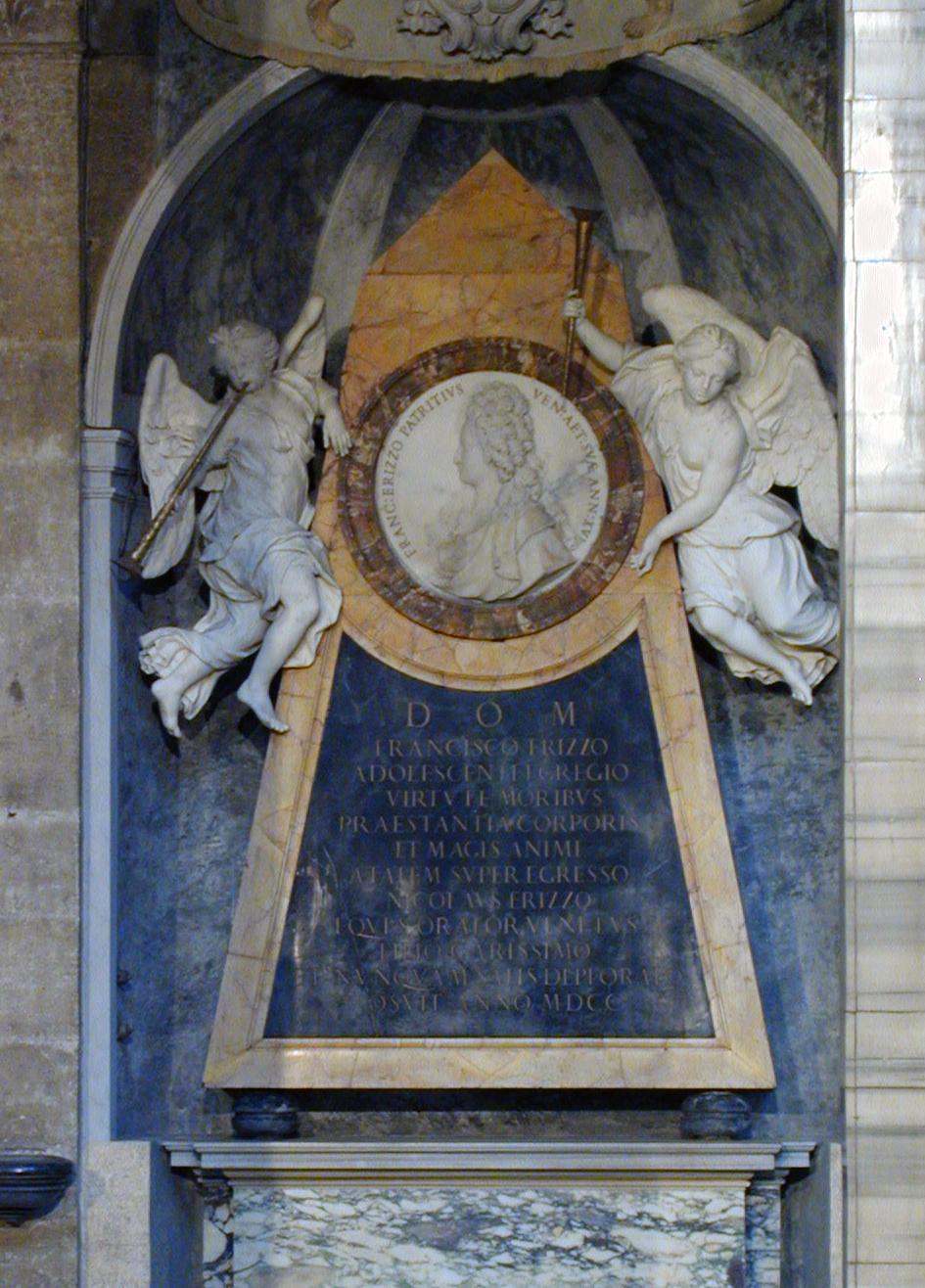
grafmonument van Francesco Erizzo, werk van Francesco Moratti
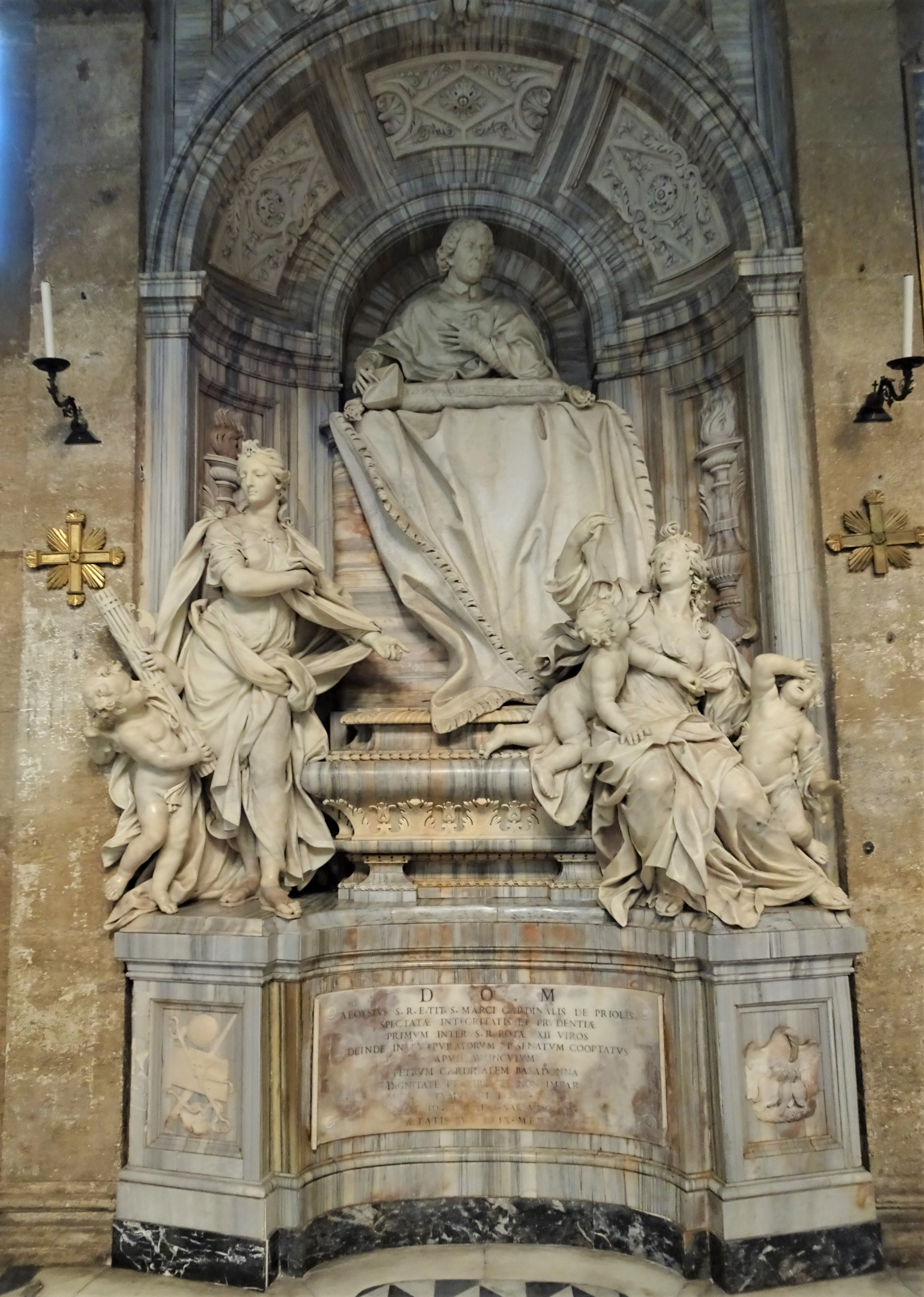
grafmonument van kardinaal Luigi Prioli (+1720) met de verpersoonlijking van (links) de Rechtvaardigheid en (rechts) de Barmhartigheid
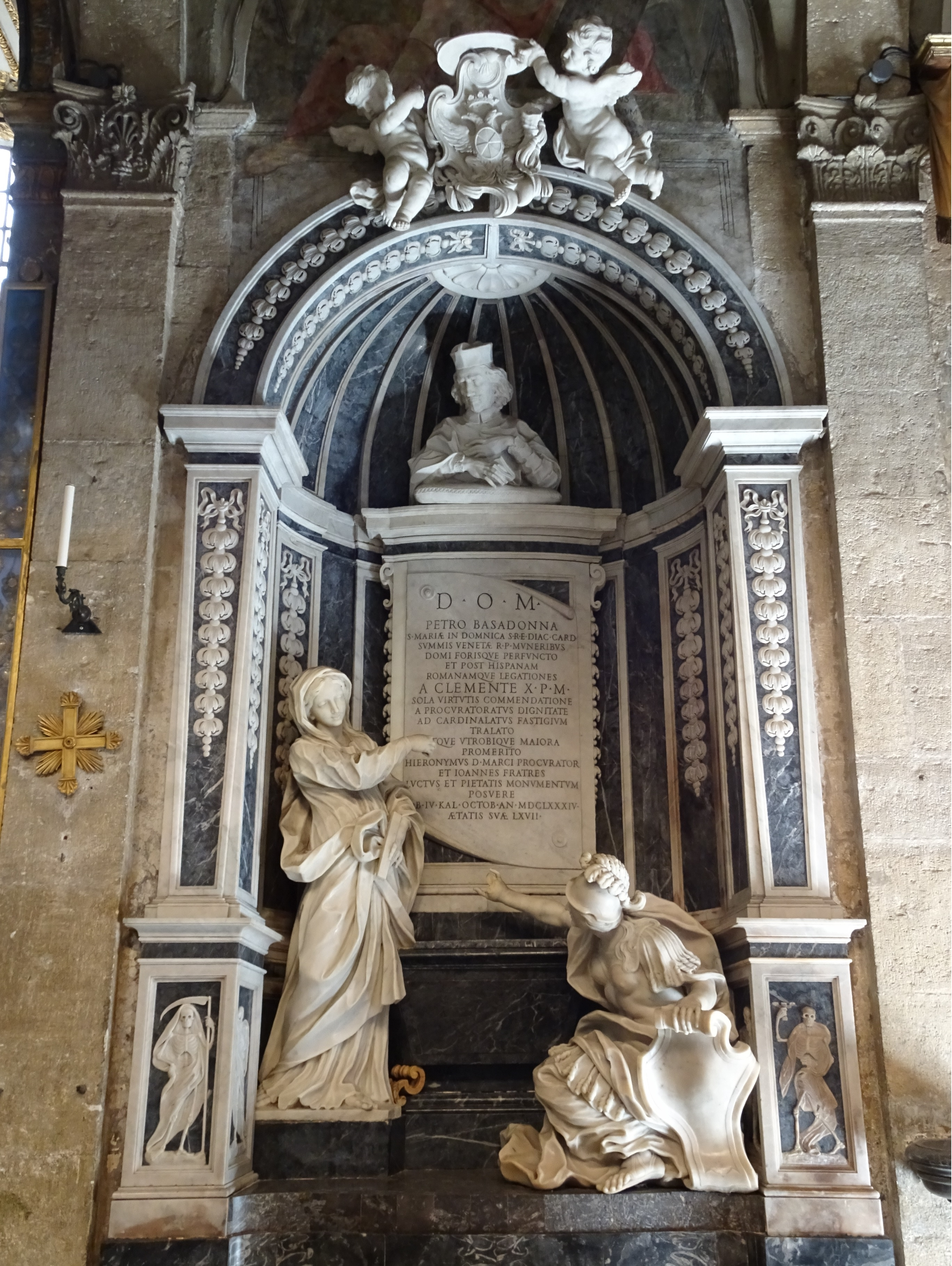
grafmonument van kardinaal Pietro Basadonna uit 1694, werk van Filippo Carcani (leerling van Bernini)

### Cosmatenvloer

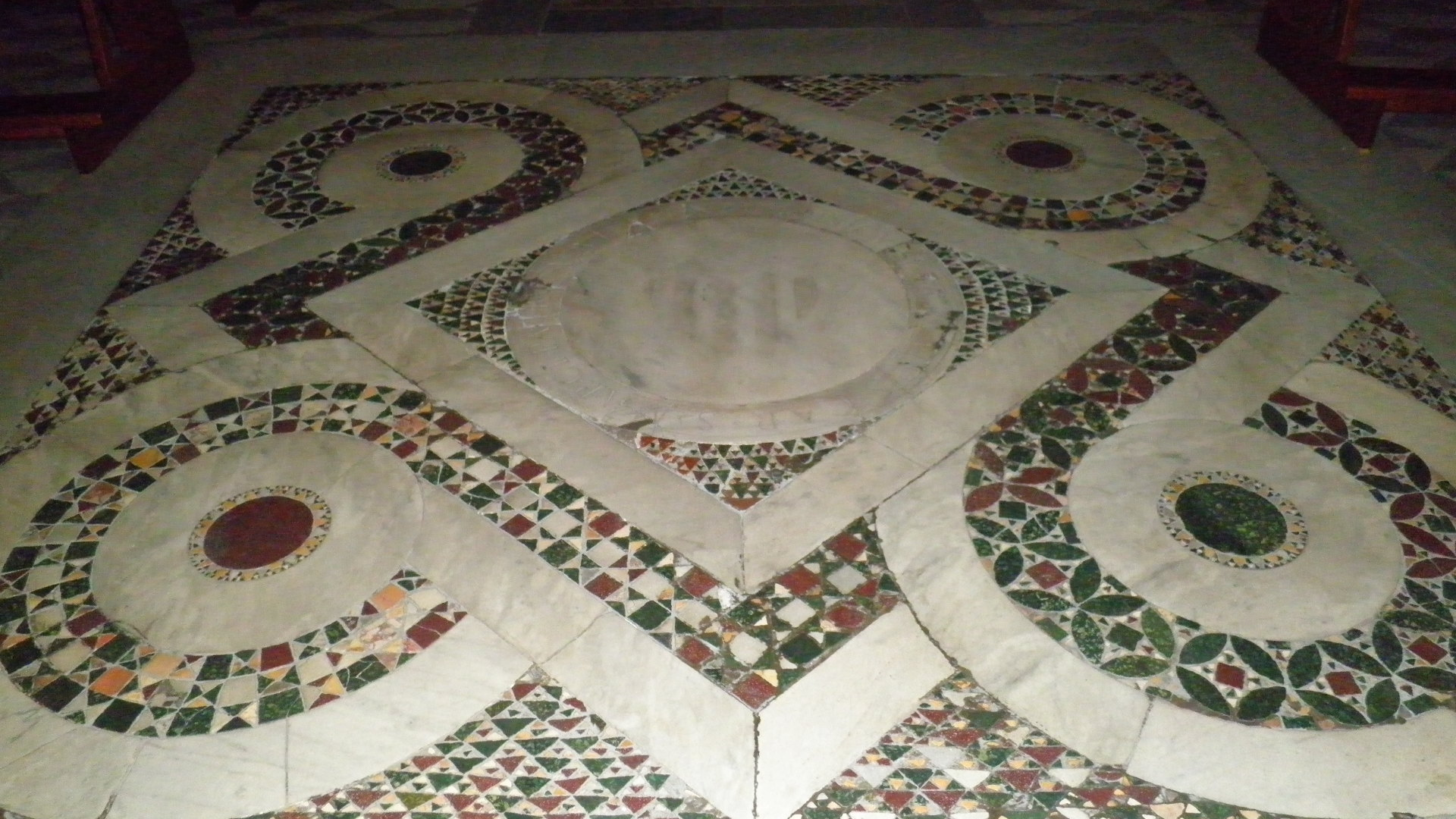
vloer van het priestergedeelte in cosmatenstijl
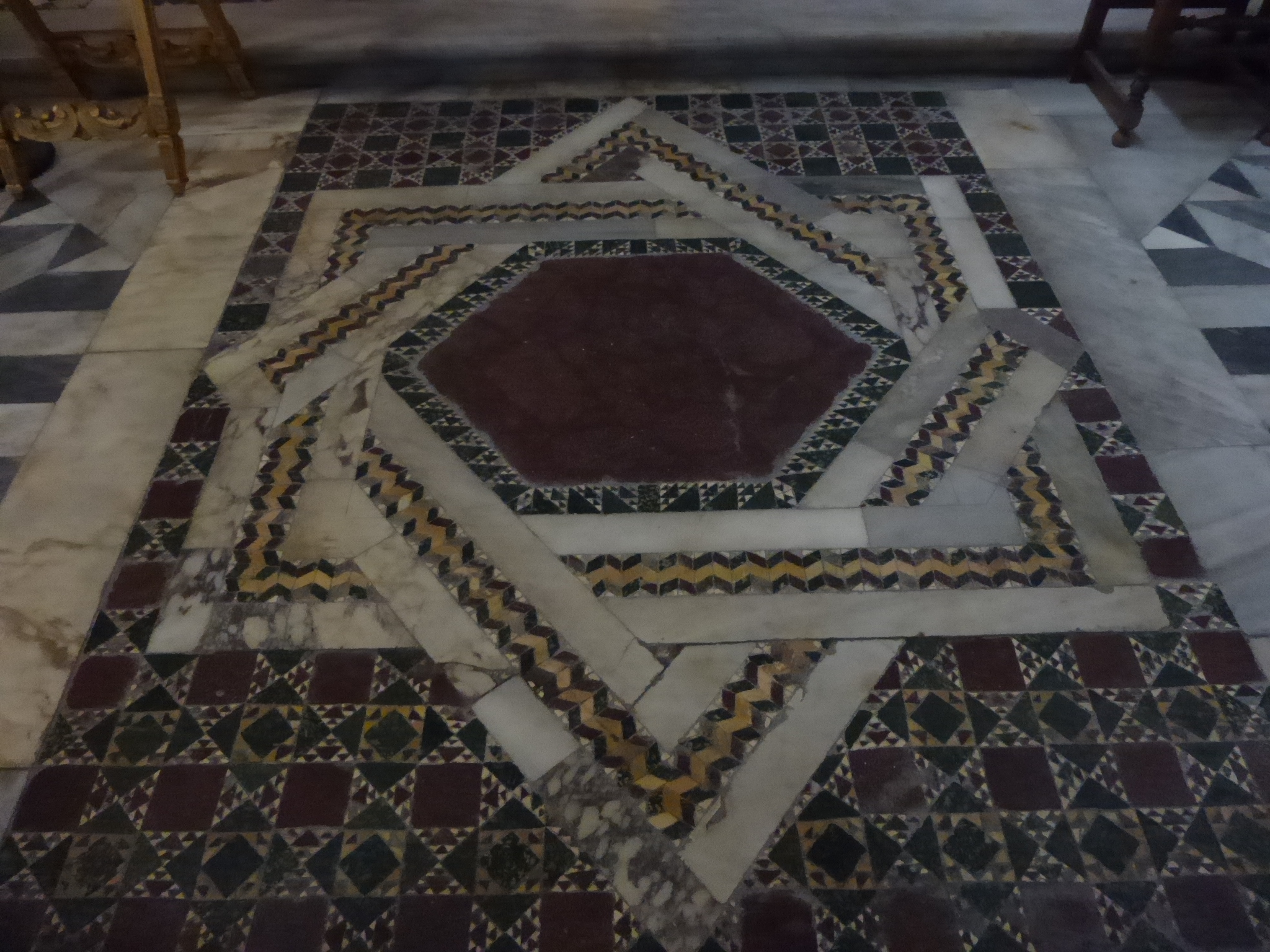
vloer van het priestergedeelte in cosmatenstijl
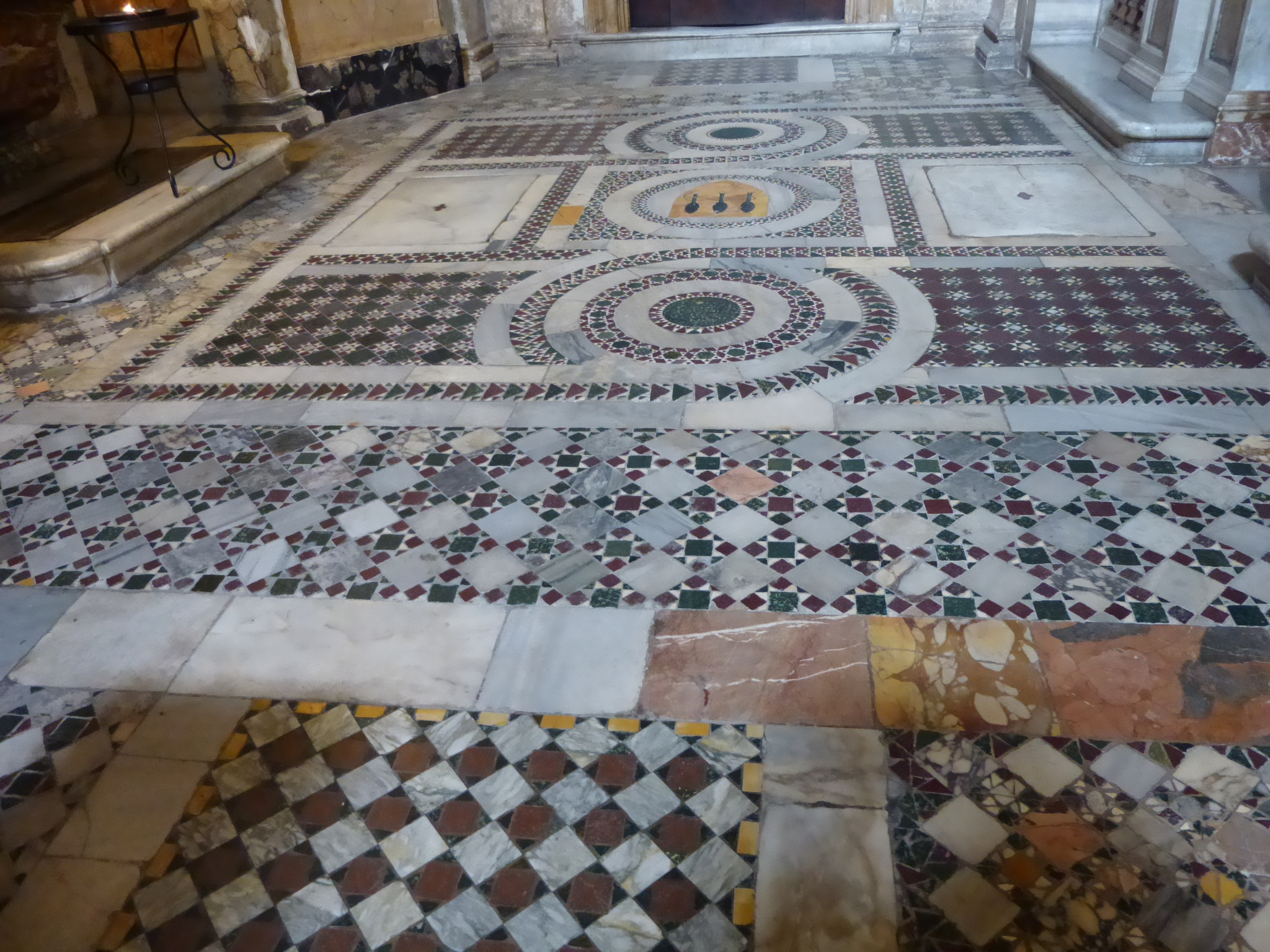
vloer van het priestergedeelte in cosmatenstijl

Sant'Agnese fuori le mura · 
Sant'Agnese in Agone · 
Sant'Agostino · 
Sant'Alberto Magno · 
Basilica di Santa Anastasia · 
Sant'Andrea al Quirinale · 
Sant'Andrea delle Fratte · 
Sant'Andrea della Valle · 
Sant'Andrea in Via Flaminia · 
Sant'Angela Merici · 
Santi Angeli Custodi a Città Giardino · 
Sant'Anselmo all'Aventino · 
Sant'Antonio da Padova all'Esquilino · 
Sant'Antonio da Padova in Via Tuscolana · 
Sant’Antonio di Padova a Circonvallazione Appia · 
Sant'Antonio in Campo Marzio · 
Sant'Apollinare alle Terme Neroniane-Alessandrine · 
Sant'Atanasio · 
Sant'Atanasio a Via Tiburtina · 
Santi Aquila e Priscilla · 
Santa Balbina · 
San Bernardo alle Terme · 
Santi Bonifacio e Alessio · 
San Callisto · 
San Camillo de Lellis · 
San Carlo ai Catinari · 
San Carlo al Corso · 
Basiliek van Santa Cecilia in Trastevere · 
San Cesareo in Palatio · 
Santa Chiara a Vigna Clara · 
San Clemente · 
San Corbiniano · 
Santi Cosma e Damiano in Via Sacra · 
San Crisogono · 
Santa Croce in Gerusalemme · 
Santa Croce in Via Flaminia · 
Sacro Cuore di Cristo Re · 
Sacro Cuore di Gesù · 
Sacro Cuore di Gesù agonizzante a Vitinia · 
Dio Padre Misericordioso · 
Santi XII Apostoli · 
San Domenico di Guzman · 
Santi Domenico e Sisto · 
Sant'Elena fuori Porta Prenestina · 
Sant'Eligio dei Ferrari · 
Sant'Emerenziana a Tor Fiorenza · 
Sant'Eugenio · 
Sant'Eusebio · 
Santi Fabiano e Venanzio a Villa Fiorelli · 
San Felice da Cantalice a Centocelle · 
Santa Francesca Romana · 
San Francesco a Ripa · 
San Francesco di Paola ai Monti · 
Friezenkerk · 
San Frumenzio ai Prati Fiscali · 
Il Gesù · 
Gesù Divino Lavoratore · 
San Giacomo in Augusta · 
San Gioacchino ai Prati di Castello · 
Santi Gioacchino e Anna al Tuscolano · 
San Giovanni a Porta Latina · 
San Giovanni Bosco in via Tuscolana · 
San Giovanni Crisostomo a Monte Sacro Alto · 
San Giovanni dei Fiorentini · 
Santi Giovanni e Paolo · 
Santi Giovanni Evangelista e Petronio · 
San Giovanni Maria Vianney · 
San Girolamo dei Croati · 
San Giuliano Martire · 
San Giustino · 
Gran Madre di Dio · 
San Gregorio Magno al Celio · 
San Gregorio Magno alla Magliana Nuova · 
San Gregorio VII · 
Sant'Ignazio · 
Sint-Jan van Lateranen · 
Sint-Juliaan-der-Vlamingen · 
San Leonardo da Porto Maurizio · 
San Leone I · 
San Liborio · 
San Lorenzo in Damaso ·  
San Lorenzo in Lucina · 
San Lorenzo in Panisperna · 
San Luca a Via Prenestina · 
San Luigi dei Francesi · 
Santuario della Madonna del Divino Amore · 
Madonna dell'Archetto - 
Santi Marcellino e Pietro · 
San Marcello al Corso · 
San Marco · 
Santa Maria ai Monti · 
Santa Maria Ausiliatrice in Via Tuscolana · 
Santa Maria Consolatrice al Tiburtino · 
Santa Maria degli Angeli e dei Martiri · 
Santa Maria dei Miracoli en Santa Maria in Montesanto · 
Santa Maria dell'Anima · 
Santa Maria della Pace · 
Santa Maria della Salute a Primavalle · 
Santa Maria della Scala · 
Santa Maria della Vittoria · 
Santa Maria delle Grazie a Via Trionfale · 
Santa Maria del Popolo · 
Santa Maria del Suffragio · 
Santa Maria di Monserrato · 
Santa Maria Domenica Mazzarello · 
Santa Maria Goretti · 
Santa Maria Immacolata a Grottarossa · 
Santa Maria in Aquiro · 
Santa Maria in Aracoeli · 
Santa Maria in Campitelli · 
Santa Maria in Cappella · 
Santa Maria in Domnica · 
Santa Maria in Transpontina · 
Santa Maria in Trastevere · 
Santa Maria in Trivio · 
Santa Maria in Vallicella · 
Santa Maria in Via · 
Santa Maria in Via Lata · 
Santa Maria Liberatrice a Monte Testaccio · 
Santa Maria Madre della Providenza a Monte Verde · 
Santa Maria Madre del Redentore a Tor Bella Monaca · 
Basiliek van Santa Maria Maggiore · 
Santa Maria Regina degli Apostoli alla Montagnola · 
Santa Maria Regina Mundi a Torre Spaccata · 
Santa Maria sopra Minerva · 
Santa Beata Maria Vergine Addolorata a piazza Buenos Aires · 
San Martino ai Monti · 
Natività di Nostro Signore Gesù Cristo a Via Gallia · 
Santi Nereo e Achilleo · 
San Nicola in Carcere · 
Santissimo Nome di Maria al Foro Traiano · 
Nostra Signora del Sacro Cuore · 
Ognissanti in Via Appia Nuova · 
Sant'Onofrio · 
Sint-Pancratiusbasiliek · 
Pantheon (Rome) · 
San Patrizio ·
Sint-Anna in Lateranen ·
Sint-Paulus buiten de Muren · 
Sint-Pietersbasiliek · 
Santi Pietro e Paolo a Via Ostiense · 
San Pietro in Montorio · 
San Pietro in Vincoli · 
Santa Prassede · 
Preziosissimo Sangue di Nostro Signore Gesù Cristo · 
Santa Prisca · 
Santa Pudenziana · 
Santi Quattro Coronati · 
Santi Quirico e Giulitta · 
Santissimo Redentore e Sant'Alfonso in Via Merulana · 
Santa Sabina · 
San Salvatore in Lauro · 
Sint-Sebastiaan buiten de Muren · 
San Silvestro in Capite · 
Santi Simone e Giuda Taddeo a Torre Angela · 
Sixtijnse Kapel · 
Santa Sofia a Via Boccea · 
Santa Susanna · 
Tempietto van San Pietro in Montorio · 
Santa Teresa al Corso d’Italia · 
Trinità dei Monti · 
Sant’Ugo · 
Beata Vergine Maria del Monte Carmelo a Mostacciano · 
Basilica di San Vitale